# Corniculaire

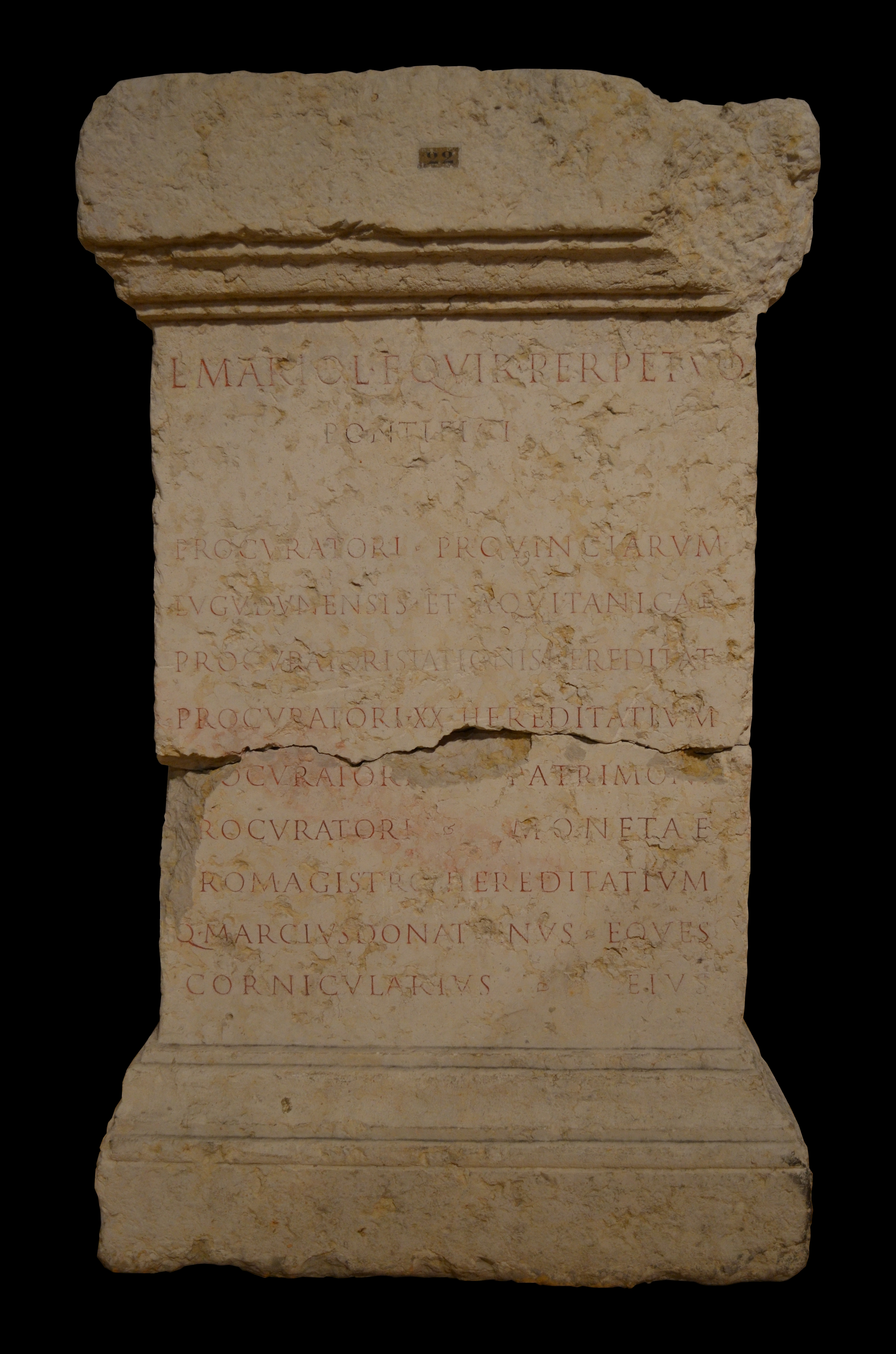
Autel funéraire dédié à un procurateur par son corniculaire Q. Marcius Donatianus - Inscription référencée - Musée Lugdunum.

Un corniculaire (en latin : cornicularius) est un sous-officier de l'armée romaine chargé de s'occuper de tâches administratives, qui officie comme adjudant sous l'autorité d'un officier supérieur (un centurion ou un officier au grade plus élevé). Le corniculaire a lui-même divers assistants chargés de s'occuper des petites tâches, qu'il supervise au sein de l'officium. Un corniculaire peut aussi diriger des officia plus importants, rattachés à un gouverneur de province ou à une des grandes préfectures à Rome.
Etymologiquement, ce terme vient du mot corniculum, qui signifie qu'il porte sur son casque des aigrettes semblables à des cornes.
Le grade de corniculaire est l'une des étapes possibles pour le soldat désirant s'élever dans la hiérarchie de l'armée romaine, et être promu centurion et au-delà pour les mieux placés. 